# Edison Lighthouse
Edison Lighthouse was een Britse pop-/bubblegumband uit Londen.

## Bezetting
- Tony Burrows (leadzang)
- Stuart Edwards (leadgitaar, overleden)
- David Taylor (basgitaar)
- George Weyman (drums)
- Ray Dorey (gitaar)
- Paul Vigrass (zang)
- David Kerr-Clemenson (basgitaar)

- Andy Locke (zang, gitaar)
- Eddie Richards (drums)
- Wally Scott (gitaar)
- Ken Reeves (sessiezanger)
- Eamonn Carr
- Mike Prophet (basgitaar)
- Rob Wilson

## Geschiedenis
De oorspronkelijke leden van Edison Lighthouse waren Tony Burrows (leadzanger), Stuart Edwards (leadgitarist), David Taylor (bassist), George Weyman (drummer) en Ray Dorey (gitarist). De top 40-hit Love Grows (Where My Rosemary Goes) (1970) was een van de vier collectieve top 10-hits, die Burrows uitbracht onder verschillende namen. De andere songs waren Gimme Dat Ding (The Pipkins), My Baby Loves Lovin' (The White Plains) en United We Stand (Brotherhood of Man). Burrows was ook leadzanger op de single Beach Baby (1974) voor de studio-band The First Class.
Love Grows (Where My Rosemary Goes) werd #1 voor vijf weken en verkocht 250.000 exemplaren in het Verenigd Koninkrijk. In 1970 werd de single uitgebracht in de Verenigde Staten en bereikte daar de 5e plaats in de Billboard Hot 100. Er werden een miljoen exemplaren verkocht in april en ze kregen daarvoor een Gouden Plaat van de RIAA. In Canada bereikte de song de 3e plaats.
Burrows verliet de band na Love Grows (Where My Rosemary Goes) en Macaulay (de rechtmatige eigenaar van de naam Edison Lighthouse) haalde andere muzikanten. Acteur en zanger Paul Vigrass verving Burrows. Andere leden waren David Kerr-Clemenson, Andy Locke, Eddie Richards, Wally Scott, Peter Butt en Brian Huggins. De song It's Up to You, Petula bereikte de Britse top 50. Hun volgende single was What's Happening / Take a Little Time, geschreven door de band. Daarna gingen ze op tournee door Australië, Nieuw-Zeeland, Singapore, Maleisië en Afrika. De single Reconsider My Belinda werd uitgebracht voor de Afrika-tournee. De laatst uitgebrachte single was Find Mr. Zebedee. Dave Kerr-Clemenson, na zijn tournee met The White Plains en Andy Locke, richtten Fast Buck op, nam een album op bij Jet Records en toerde uitgebreid de wereld rond om ELO te ondersteunen. Eddie Richards was drummer bij The First Class, die een hit had met Beach Baby. Gitarist Stuart Edwards overleed op 26 oktober 2016 op 73-jarige leeftijd aan de gevolgen van kanker.
In 2001 verkreeg Les Fradkin het handelsmerk van de naam Edison Lighthouse en formeerde een nieuwe band voor tournees en opnamen. Les Fradkin had het alleenrecht voor het gebruik van de naam in de Verenigde Staten. In het Verenigd Koninkrijk behoorde dit recht aan Brian Huggins en sinds 1973 stond Huggins aan het hoofd van de band. De huidige bezetting is als volgt: 
- Brian Huggins (leadzang, 1973)
- Peter Butt (basgitaar, 1973)
- Stephane Booroff (drums)
- Simon Aldridge (leadgitaar)

## Discografie

### Singles
- 1970: Love Grows (Where My Rosemary Goes) (Bell)
- 1971: It's Up to You, Petula (Bell)
- 1971: Everybody Knows (Bell)
- 1971: What's Happening (Bell)
- 1972: Find Mr. Zebedee (Bell)
- 1981: Endearing Young Charms (Greenstone)

### Albums
LP's
- 1971: Already (Bell, Zweden)
- 1999: The Best of Edison Lighthouse

CD's
- 1994: Love Grows – Complete Collection (Sunflower, Italië)
- 1999: Best of Edison Lighthouse – Love Grows (Repertoire, Duitsland)
- 2002: On the Rocks (Park South, V.S.)

### NPO Radio 2 Top 2000
| Nummer met noteringen in de NPO Radio 2 Top 2000 | '99  | '00 | '01  |
| ------------------------------------------------ | ---- | --- | ---- |
| Love Grows (Where My Rosemary Goes)              | 1775 | -   | 1895 |

1. ↑  Een '-' betekent dat het nummer niet was genoteerd en een vetgedrukt getal geeft de hoogste notering aan.
2. ↑  Deze tabel is bijgewerkt tot en met de laatste editie (2024).